# Toltechi

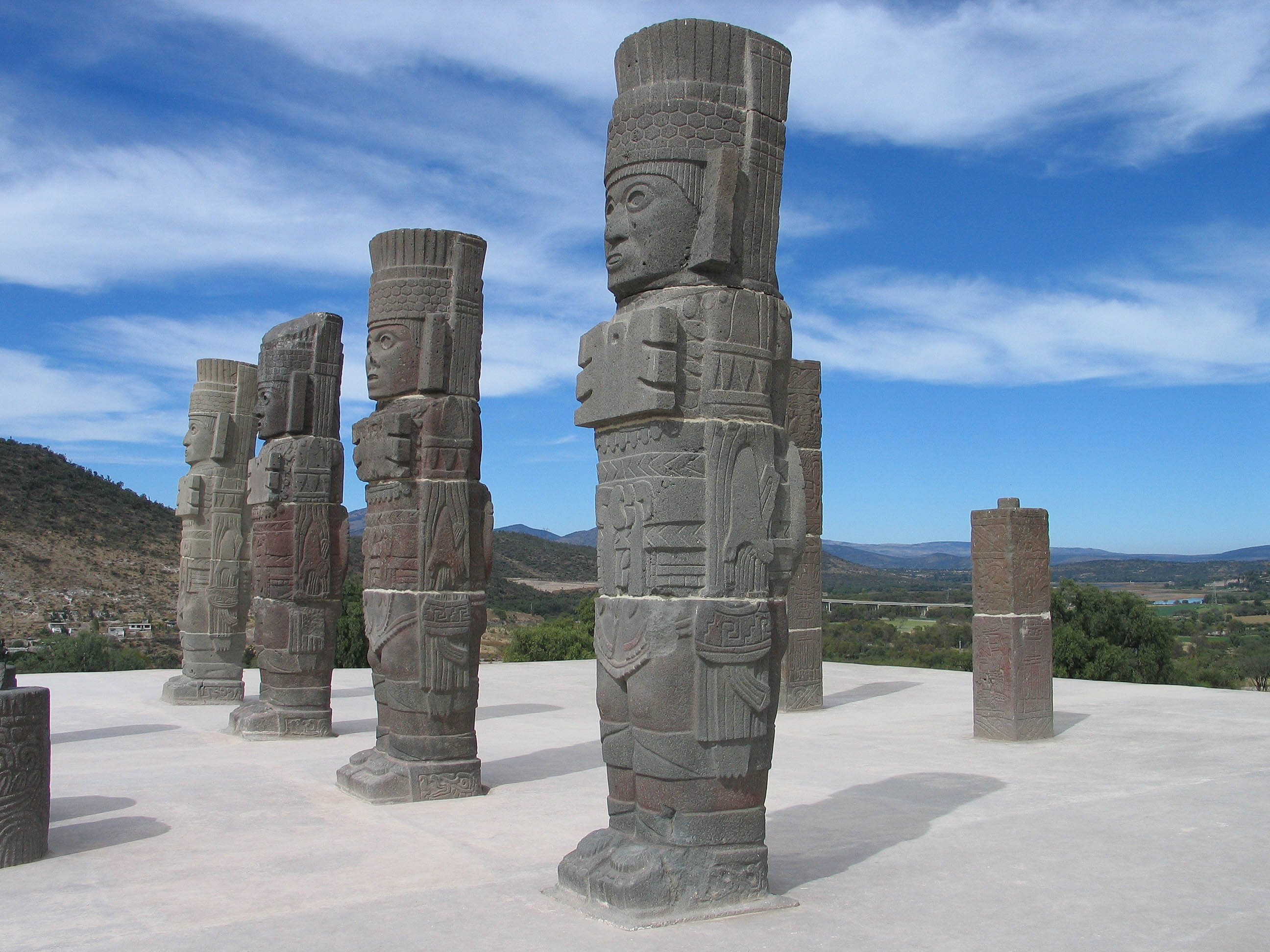
Colonne a forma di guerrieri Toltechi a Tula, Messico

I Toltechi (o Toltec; Toltecas nello spagnolo) erano un popolo nativo americano dell'epoca precolombiana che dominò gran parte del Messico centrale, tra il X ed il XII secolo. La loro lingua, il nahuatl, era parlata anche dagli Aztechi.
Questa popolazione nomade e guerriera era giunta nell'altopiano del Messico verso il IX secolo d.C. Nel 1168 la loro capitale, Tula, fu distrutta dalla popolazione settentrionale dei Cicimechi. La relativa unità politica si frammentò: seguirono circa due secoli di caos, imbarbarimento ed emigrazioni fino al Nicaragua. Al termine di questo periodo di crisi, gli Aztechi imposero il proprio dominio. 
Alla fine del X secolo il leggendario re Quetzalcoatl aveva portato i Toltechi nello Yucatán: ne derivò uno stato maya-tolteco con capitale Chichén Itzá e una cultura maya-tolteca che durò fino alla conquista spagnola (1544). La cultura dell'altopiano con centro a Tula fu invece obliata. Si era sovrapposta a quella di Teotihuacán, raffinata ma già in decadenza, portando nelle manifestazioni artistiche uno stile scarno ed esuberante, con il gusto per le grandi costruzioni. Dai Toltechi, gli Aztechi presero l'usanza di razziare uomini per i sacrifici alle divinità.

## Storia

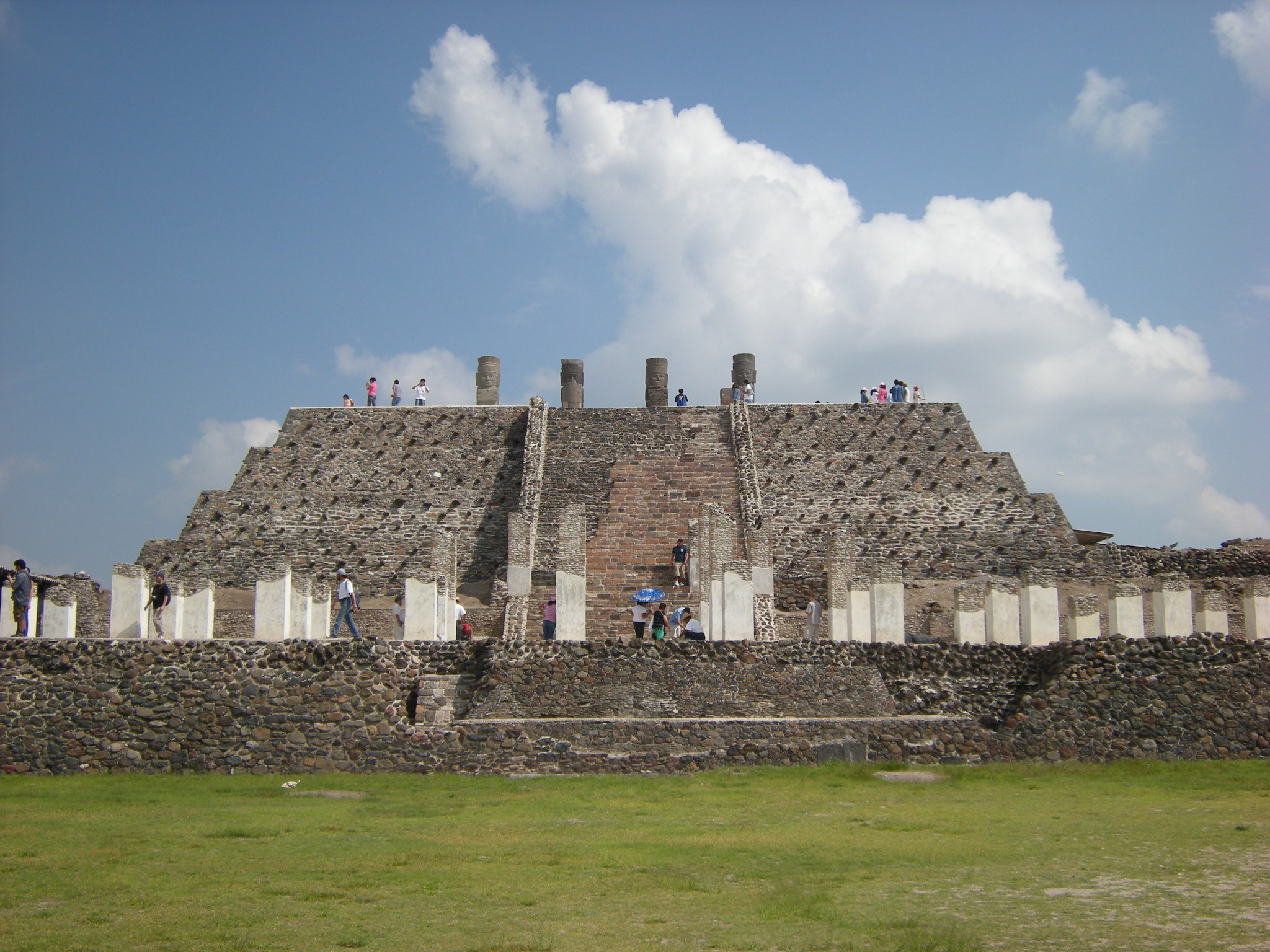
Tempio Tlahuizcalpantecuhtli, zona archeologica di Tollan Xicocotitlan (Tula)

Originalmente erano un popolo nomade-militare e si pensa possano essere stati loro, o i loro antenati, ad aver saccheggiato la città di Teotihuacan (ca. 750). Dopo che il loro stile di vita gradualmente mutò in una maggiore sedentarietà, i Toltechi riunirono i molti piccoli stati del Messico centrale in un impero governato dalla loro capitale, Tollan (oggi Tula de Allende). Erano abili costruttori di templi. La loro influenza si diffuse in tutta la Mesoamerica nell'epoca post-classica. L'influenza tolteca sui Maya dello Yucatan è notevole, specialmente evidente nella città di Chichen Itza. Sono state ritrovate loro ceramiche fino in Costa Rica.
Alcuni scrittori hanno ipotizzato che potessero essere stati i Toltechi ad introdurre il culto di Quetzalcoatl, il serpente piumato. Non è così, dato che questa divinità è stata comunemente descritta in tutto il Mesoamerica già secoli prima di loro, fin dai tempi degli Olmechi. Secondo la mitologia tolteca (e, in seguito, anche in quella azteca) Quetzalcoatl era un rivale di Tezcatlipoca, il primo dio di cui siamo al corrente ad aver richiesto il sacrificio di cuori umani. Questo sarebbe il motivo per cui i Toltechi avrebbero introdotto la consuetudine di sacrifici umani di massa, usanza poi ripresa dagli aztechi.
Si reputa che l'impero tolteco sia stato distrutto intorno al 1200 dai guerrieri nomadi Cicimechi. La famiglia regnante degli aztechi affermava di discendere dai Toltechi della città sacra di Colhuacan.
Nei suoi scritti, Miguel León-Portilla spiega che, secondo la leggenda di Nauha, i Toltechi sarebbero stati i padri di tutte le civiltà, perciò "tolteco" divenne sinonimo di artista, o artigiano, e la loro città, Tolán, fu descritta come piena di meraviglie. Quando gli aztechi riscrissero la loro storia, cercarono di dimostrare i propri legami con i Toltechi. Ciò significa che buona parte della tradizione dei Toltechi sarebbe una leggenda, difficile da dimostrare. 
Secondo alcuni racconti, dopo la caduta di Tula, alcuni dei Toltechi si ritirarono a Cholula, che cadde solo secoli dopo, quando fu bruciata da Hernán Cortés e dai conquistadores spagnoli. La maggior parte della storia tolteca è conosciuta per merito dei resoconti degli ultimi discendenti (come gli aztechi), scritti secoli dopo il "periodo buio" del Messico centrale, insieme ad altre testimonianze dei maya.

## Alcuni dei sovrani Toltechi
- Chalchiuh Tlatonac - primo re Tolteco, fondatore di Tula
- Mixcoamazatzin
- Huetzin
- Mixcoatl Totepeuhl o Mixcoatl
- Ihuitimal
- Topiltzin Ce Acatl Quetzalcoatl, figlio di Mixcoatl, il più famoso re Tolteco
- Xiuhtlaltzin
- Matlacxochitzin
- Nauhyotzin
- Matlacoatzin
- Tlilcoatzin - morto c. 1000 (?)
- Huemac - L'ultimo re Tolteco, morto in esilio c. 1100 (?), circa 6 anni dopo la caduta di Tula

## Scoperte recenti
Nel 1941, la Sociedad Mexicana de Antropología confermò che Tula era stata la capitale dei Toltechi fin dal IX secolo, come gli archeologi avevano suggerito. Alcuni studiosi, compresa Laurette Séjourné, però affermano che i numerosi scavi hanno solo dimostrato come si trattasse di una città minore, non così importante da giustificare la leggenda dei Toltechi. La posizione di Tula dimostra in realtà che un tempo era stata una grande città, anche se l'arte cerimoniale e l'architettura oggi deducibile è meno imponente di quella degli altri siti mesoamericani. Dovrebbe essere chiaro, comunque, che alcuni dati raccolti dai conquistadores spagnoli e anche dopo, confondono i Toltechi con altre civiltà mesoamericane ed a volte tendono ad attribuire ai Toltechi tutte le conquiste dei secoli precedenti l'ascesa degli aztechi.